# Лохардага
Лохардага (англ. Lohardaga, хинди लोहरदग्गा) — город и муниципалитет на западе центральной части индийского штата Джаркханд. Административный центр округа Лохардага.

## География
Расположен примерно в 70 км к западу от столицы штата, города Ранчи, на высоте 646 м над уровнем моря.

## Население
Население города по данным переписи 2001 года насчитывало 46 204 человека. Уровень грамотности населения составлял 71 %, что выше, чем средний по стране показатель 59,5 %. Уровень грамотности для мужчин был 76 %, для женщин — 66 %. 15 % населения составляли дети младше 6 лет.

## Транспорт
Ближайший аэропорт находится в городе Ранчи. Город соединён с Ранчи железнодорожной веткой, длина которой состсавляет 68 км. Имеются планы по продлению данной ветки на север ещё на 44 км, соединив её с железнодорожной станцией Тори в городке Чандва, которая расположена на основной дороге между Дели и востоком страны. Со строительством данной железной дороги сократится расстояние между Дели и Ранчи, уменьшив время в пути примерно на 3 часа. В то же время, строительство новой дороги значительно осложнено строительством туннеля в холме между станциями Тори и Лохардага. Были проложены только 14 км рельсов между Лохардагой и Барки-Чанпи; прокладка оставшихся 30 км рельсов была отложена.